# 레온 S. 케네디

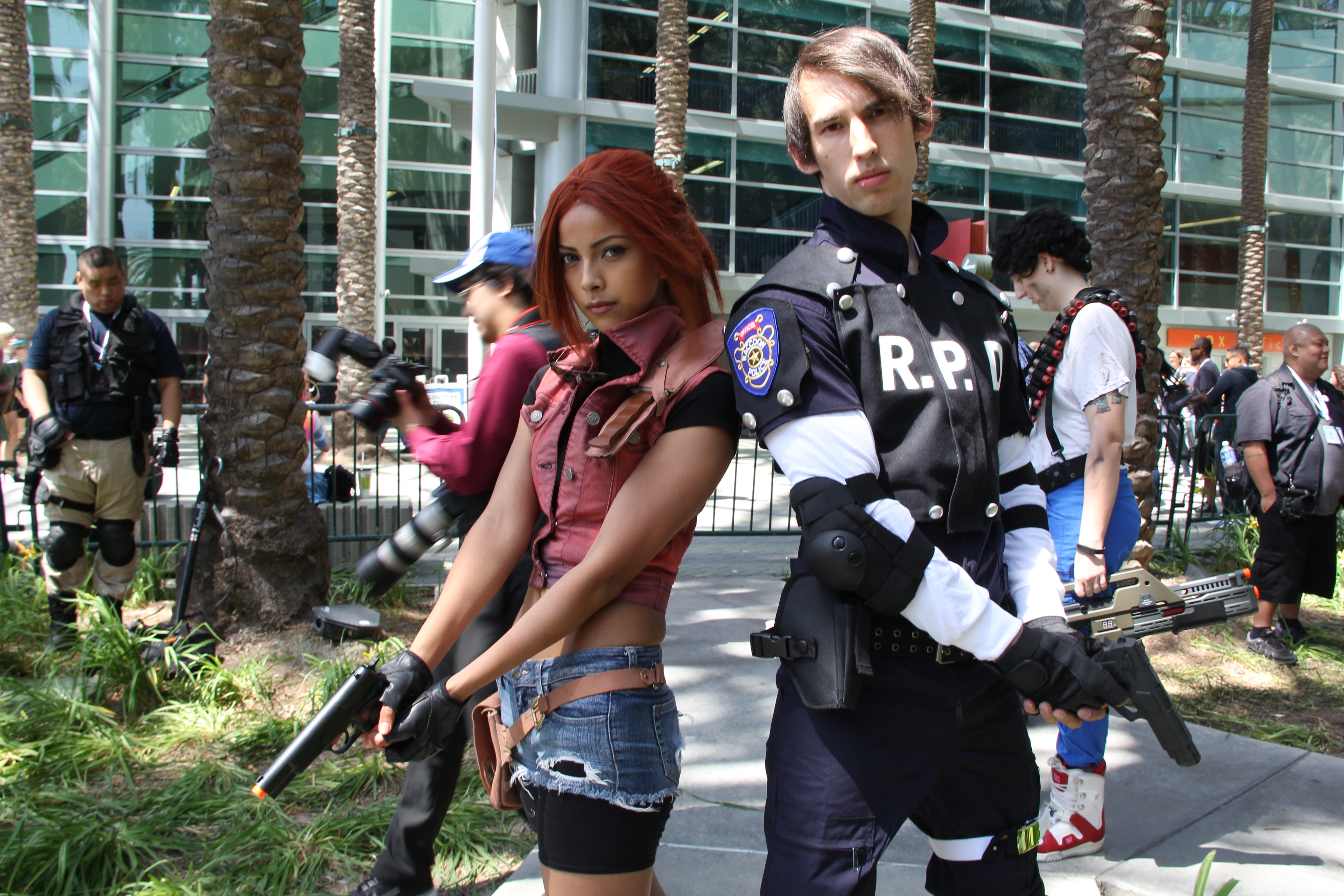

레온 S. 케네디(Leon Scott Kennedy)는 캡콤의 게임 바이오하자드 시리즈에 등장하는 인물이다.

## 캐릭터
이름: 레온 스코트 케네디 (Leon scott kennedy)
연령: 36세 [바이오하자드 6 기준], [첫등장인 '바이오하자드 2'에선 21세, 바이오하자드 4에선 27세]
신장: 180~182cm로 추정된다. [바이오하자드 2에선 178cm, 바이오하자드 4에선 181cm]
체중: 70.2kg
혈액형: A형

### 바이오하자드 2
'레온 S. 케네디', 정의감에 넘치고 있어 사람들을 보호하려는 사명감을 가지진 신입 경찰관이다.
신입경관이지만 다양한 화기를 다룰 수있는 기술과 뛰어난 생존본능을 가지고 있다.
1998년 9월, '라쿤시티'에서 발생한 바이러스 유출 사고로 인하여, 공교롭게도 R.P.D [Racoon City Police Department] 첫 부임 때 사건에 휘말리게 된다.
라쿤시티 사건에 휘말릴 때 조우했던, '클레어 레드필드' [바이오하자드 1의 주인공인 크리스 레드필드의 여동생], '셰리 버킨' [윌리엄 버킨, 아네트 버킨의 외동딸]과 함께 라쿤시티를 탈출하는 데 성공한다.

### 바이오하자드 4
'라쿤시티 참사' 이후... 미국정부에서 그의 능력을 높이 평가하여 특수요원 [대통령 경호원]으로 진급을 하게 된다.
이후 라쿤시티 사건이 지난 6년 후인, 2004년 대통령의 딸인 '애슐리 그래이엄'이 유럽 부근으로 납치당했다는 첩보를 받고, 현장에 투입.
'애슐리 그래이엄' 구출작전 중, '좀비'와는 다른 모습의 '가나도'들과 대치, '애슐리 그래이엄' 구출작전과 동시에 마을에 일어난 사건의진상을 파해치던 중,
'로스 일루미나도스'라는 종교집단의 리더인 '오스먼드 새들러'의 계획이란 걸 알게 되고, '오스먼드 새들러'와 수많은 대립 끝에 그를 죽인 후,
구출작전을 성공적으로 마무리 짓는다. 이후 그는 '가나도'와, '로스 일루미나도스'에 관한 정보를 정리하여, '케네디 리포트'를 작성하게 된다.

### 바이오하자드 6
'애슐리 그래이엄'을 구출하고 또다시 9년이란 시간이 지나고... 그는 계속해서 대통령 직속경호직을 맡아 '아담 벤포트' [현 대통령]을 보좌하는 데
힘을 쓰고 있었다. 그러나 얼마 지나지 않아 'C-바이러스'가 유출되어 미국 전역은 물론, 유럽과 중국에도 바이러스가 확산되는 사건이 발생하고,
이때 미국은 'C-바이러스'로 인하여 대부분의 국민들이 '좀비'가 되고 만다. '라쿤시티 악몽'이 재림되는 순간이었다.
이로 인하여 대통령인 '아담 벤포트' 역시 '좀비'가 되버리고, '레온'은 어쩔 수 없이 대통령을 사살하게 된다.
그 때문에 '레온 S.케네디', 그리고 그와 마찬가지로 대통령을 보좌해오던 '헬레나 하퍼' 요원 역시 대통령 시해범이란 누명을 뒤짚어 쓰게 된다.
이후, '레온'과 '헬레나'는 모든 사건의원흉이 미정부의 대통령 보좌관인, '데렉 C. 시몬스'의 계획 때문이었던 것을 알게 되고,
그를 추적하는데 사력을 다한다. 후에 중국으로 넘어가 사건을 파해치던 둘은 '시몬스'와 조우하게 되고, 그와 처절한 전투를 치른다.
힘겨운 전투 끝에 두사람은 '시몬스'를 처치하게 되고, '레온'은 옛동료이자, 자신만의 사랑이었던 여인, '에이다 웡'의 도움으로 인하여
'데렉 C. 시몬스'의 악행이 담긴 파일들을 건네받고 그로 인해 '레온'과 '헬레나'는 대통령 시해범이란 누명을 벗고, 무혐의로 인정되어
다시 백악관으로 복귀하게 된다.